# Грисюк, Антон Степанович
Антон Степанович Грисюк (1914—1944) — старший лейтенант Рабоче-крестьянской Красной Армии, участник советско-финской и Великой Отечественной войн, Герой Советского Союза (1940).

## Биография
Антон Грисюк родился 12 марта 1914 года в селе Заборье (ныне — Фастовский район Киевской области Украины) в семье лесника. Окончил семь классов школы, работал леспромтехником в селе Дорогинка Фастовского района. В 1936—1937 годах служил в Рабоче-крестьянской Красной Армии. В 1938 году повторно был призван в армию. В 1939 году Грисюк окончил курсы младших лейтенантов Казанского пехотного училища. Участвовал в советско-финской войне, командовал ротой 330-го стрелкового полка 86-й мотострелковой дивизии 7-й армии Северо-Западного фронта.
9 марта 1940 года в ходе боя за населённый пункт Скиппари Грисюк предпринял обходной манёвр и окружил противника, а затем способствовал его разгрому и овладению населённым пунктом. В бою за населённый пункт Билайоки (ныне — посёлок Балтиец Выборгского района Ленинградской области) он поднял свою роту в атаку, выполнив поставленную боевую задачу. В том бою получил ранение.
Указом Президиума Верховного Совета СССР от 21 марта 1940 года лейтенант Антон Грисюк был удостоен высокого звания Героя Советского Союза с вручением ордена Ленина и медали «Золотая Звезда» за номером 392.
С июня 1941 года — на фронтах Великой Отечественной войны. В сентябре 1941 занимал должность зам. ком. полковой батареи 631-го стрелкового полка 159-й стрелковой дивизии. Был тяжело ранен, оказался в тылу противника. Вылечившись, создал подпольную группу. Был начальником штаба, затем командиром Васильковского партизанского отряда, затем командиром партизанского отряда в соединении Алексея Фёдорова. Погиб в бою 29 апреля 1944 года в районе села Мосыр Волынской области. Похоронен в городе Устилуг.
Был также награждён орденом Отечественной войны 1-й степени и медалью.
В честь Грисюка названа школа в селе Дорогинка Фастовского района.